# Supergruppo della perovskite
Il supergruppo della perovskite è un supergruppo di minerali che prende il nome dalla perovskite, primo minerale studiato di questa famiglia e, nell'ambiente della mineralogia, il più conosciuto.
Tale supergruppo è stato definito essere composto da quei minerali le cui strutture sono costituite da reti tridimensionali di ottaedri che condividono gli angoli e che possiedono la struttura della perovskite ABX3 o quelle dei suoi derivati. È costituito da ossidi AXO3 semplici con struttura da cubica a pseudocubica.
Il supergruppo della perovskite è caratterizzato da minerali avente formula generica esprimibile come:
ABX3
dove:
- A = catione del sito A
- B = catione del sito B
- X = ossigeno (O), fluoro (F), cloro (Cl), gruppo ossidrilico (OH), arsenico (As)

Molti minerali di questo supergruppo hanno proprietà ferroelettriche.

## Suddivisione
Il supergruppo della perovskite è suddiviso in due gruppi:
1. il gruppo delle perovskiti non stechiometriche, composto da minerali con formula A2BB'X6: in questo gruppo ci sono minerali caratterizzati dall'assenza di anioni o da minerali con una vacanza nel sito A o nel sito B, o in entrambi
2. il gruppo delle perovskiti stechiometriche, composto da minerali con formula ABX3; i minerali di questo gruppo, quando X = O, sono caratterizzati da struttura cubica o pseudocubica.[3]

Ciascuno dei due gruppi è a sua volta suddiviso in sottogruppi secondo il seguente schema:
| Gruppo                                      | Sottogruppo                           | Minerali |
| ------------------------------------------- | ------------------------------------- | --- |
| Gruppo delle perovskiti non stechiometriche | Sottogruppo dell'auricupride          | auricupride · cuproauride |
| Gruppo delle perovskiti non stechiometriche | Sottogruppo della brownmillerite      | brownmillerite · nataliakulikite · sharyginite · shulamitite · srebrodolskite                                                           |
| Gruppo delle perovskiti non stechiometriche | Sottogruppo della cohenite            | cohenite |
| Gruppo delle perovskiti non stechiometriche | Sottogruppo della diaboleite          | diaboleite |
| Gruppo delle perovskiti non stechiometriche | Sottogruppo dell'ematofanite          | ematofanite |
| Gruppo delle perovskiti non stechiometriche | Sottogruppo della liguowuite          | liguowuite |
| Gruppo delle perovskiti non stechiometriche | Sottogruppo della skarssonite         | oskarssonite · waimirite-(Y) |
| Gruppo delle perovskiti non stechiometriche | Sottogruppo della schoenfliesite      | burtite · jeanbandyite · mushistonite · natanite · schoenfliesite · vismirnovite · wickmanite                                           |
| Gruppo delle perovskiti non stechiometriche | Sottogruppo della skutterudite        | ferroskutterudite · kieftite · nickelskutterudite · skutterudite                                                                        |
| Gruppo delle perovskiti non stechiometriche | Sottogruppo della söhngeite           | bernalite · dzhalindite · söhngeite |
| Gruppo delle perovskiti non stechiometriche | Sottogruppo della stottite            | mopungite · nancyrossite · stottite · tetrawickmanite · zincostottite                                                                   |
| Gruppo delle perovskiti non stechiometriche | non appartenente ad alcun sottogruppo | olgafrankite |
| Gruppo delle perovskiti stechiometriche     | Sottogruppo della bridgmanite         | bridgmanite · davemaoite |
| Gruppo delle perovskiti stechiometriche     | Sottogruppo della clorocalcite        | clorocalcite |
| Gruppo delle perovskiti stechiometriche     | Sottogruppo della criolite            | criolite · elpasolite · simmonsite |
| Gruppo delle perovskiti stechiometriche     | Sottogruppo della neighborite         | neighborite · parascandolaite |
| Gruppo delle perovskiti stechiometriche     | Sottogruppo della perovskite          | barioperovskite · goldschmidtite · isolueshite · lakargiite · loparite-(Ce) · lueshite · macedonite · megawite · perovskite · tausonite |
| Gruppo delle perovskiti stechiometriche     | Sottogruppo della sulfohalite         | sulfohalite |
| Gruppo delle perovskiti stechiometriche     | Sottogruppo della vapnikite           | latrappite · vapnikite |